# Radiodifusão comercial
Radiodifusão comercial (também chamada de radiodifusão privada) é a radiodifusão de programas de televisão e de programação de rádio por empresas de mídia de capital privado, como oposição à administração estatal. Foi o primeiro modelo de rádio (e posteriormente de televisão) durante a década de 1920, em contraste com o modelo de televisão pública na Europa durante as décadas de 1930, 1940 e 1950 que prevaleceu em todo o mundo (exceto nos Estados Unidos) até a década de 1980.

## Recursos

### Publicidade
A radiodifusão comercial é primeiramente baseada na prática de exibir publicidade radiofônica e anúncios televisivos para obter lucro. Isto está em contraste com a radiodifusão pública, que recebe subsídios do governo e tenta evitar interrupções de publicidade paga durante um programa. Durante unidades de penhor interrupções irão acontecer durante os programas para pedir doações.
Nos Estados Unidos, rádio e televisão educacional não comercial existe sob a forma de rádio comunitária; porém, serviços premium como a HBO e a Showtime geralmente operam unicamente com as taxas de assinante e não vendem publicidade. Este também é o caso para as porções dos dois maiores sistemas de rádio por satélite que são produzidos internamente (principalmente programação de música).
A transmissão de rádio começaram originalmente sem comerciais pagos. Com o passar do tempo, contudo, anúncios pareciam menos desagradáveis tanto para os reguladores públicos e governamentais e se tornou mais comum. Enquanto a radiodifusão comercial foi inesperada no rádio, na televisão, isso era previsto devido ao sucesso do rádio comercial. A televisão começou com patrocínio comercial e, mais tarde, transformado tempos de comercial pagos. Quando surgiram problemas sobre patentes e estratégias de marketing das empresas, decisões regulatórias foram feitas pela Comissão Federal de Comunicações (FCC) para controlar a radiodifusão comercial.

### Programação paga
A radiodifusão comercial se sobrepõe aos serviços pagos, tais como televisão a cabo, rádio e televisão por satélite. Tais serviços são geralmente parciais ou totalmente pagos pelos assinantes locais e é conhecido como o acesso arrendado. Outra programação (particularmente na televisão a cabo) é produzido por empresas que operam em muitas vezes da mesma maneira como a publicidade financiada emissoras comerciais, e eles (e muitas vezes o fornecedor local do cabo) vendem tempo comercial de uma maneira semelhante.
O interesse da FCC no controle de programa começou com a investigação de radiodifusão cadeia de final da década de 1930, culminando no "Blue Book" de 1946, Responsabilidades do Serviço Público Para Radiodifusoras Licenciadas. O Blue Book se diferenciou entre os programas em massa apelo patrocinados e programas não-patrocinado "sustentando" oferecidos pelas redes de rádio. Esta programação sustentada, de acordo com o Blue Book, tinha cinco características servir o interesse público:
- Manutenção de programas em relação ao horário de transmissão, que completa as novelas e programas de música popular que recebem as audiências mais elevadas e a maioria dos patrocinadores comerciais
- Eles permitiram a difusão de programas que, pela sua natureza controversa ou sensível, eram inadequados para patrocínio
- Eles forneceram programação cultural para públicos menores
- Eles forneceram o acesso difusão limitada para organizações e cívicos sem fins lucrativos
- Eles tornaram possível a experimentação artística e dramática, protegida das pressões de rating de curto prazo e considerações comerciais de um patrocinador.[1]

O tempo comercial aumentou em 31 segundos por hora para todos os programas de televisão em horário nobre. Por exemplo, a ABC aumentou de 9 minutos e 26 segundos para 11 minutos e 26 segundos.

### Audiência
A programação das estações comerciais possui uma audiência qualificada especialmente durante períodos tais como os de sweeps nos Estados Unidos e em alguns países da América Latina.

## Radiodifusão comercial pelo mundo

### Américas
A radiodifusão comercial é o tipo dominante de radiodifusão nos Estados Unidos e na maior parte da América Latina. "O sistema comercial norte-americano resultou de um esforço de cooperação cuidadosamente elaborado por empresas nacionais e os reguladores federais."
As radiodifusoras comerciais mais conhecidas hoje nos Estados Unidos são as redes de televisão ABC, CBS, Fox e NBC e a rede de rádio iHeartMedia. As maiores operadoras de televisão a cabo nos Estados Unidos incluem a Comcast, a Cox Communications e a Time Warner Cable. Serviços de transmissão direta por satélite incluem a DirecTV e a Dish Network.
Em uma hora de transmissão em uma estação de radiodifusão comercial, de 10 a 20 minutos são normalmente dedicados a publicidade. Os anunciantes pagam uma certa quantia de dinheiro para o ar seus comerciais, normalmente com base em avaliações de programas ou a medição de audiência de uma estação ou rede. Isso faz com que as emissoras comerciais sejam mais responsáveis para os anunciantes do que a radiodifusão pública, uma desvantagem da rádio comercial e televisão.

### Europa
Na Europa, a radiodifusão comercial coexiste com a radiodifusão pública (onde a programação é em grande parte financiada por licenças de recepção de radiodifusão, pelas doações públicas ou por subsídios do governo).
No Reino Unido, a British Sky Broadcasting (BSkyB) está disponível e o serviço de rádio por satélite WorldSpace já esteve disponível.

### Ásia
Um dos serviços comerciais mais conhecidos na Ásia é a estação de rádio mais antiga da região, a Radio Ceylon.